# Ada Willenberg
Ada Krystyna Willenberg (hebr. עדה וילנברג; z domu Lubelczyk, ur. 11 stycznia 1929 w Warszawie) – polsko-izraelska ocalała z Holokaustu. Jest wdową po innym ocalałym z Holokaustu, rzeźbiarzu i pisarzu Samuelu Willenbergu (1923-2016).

## Życiorys

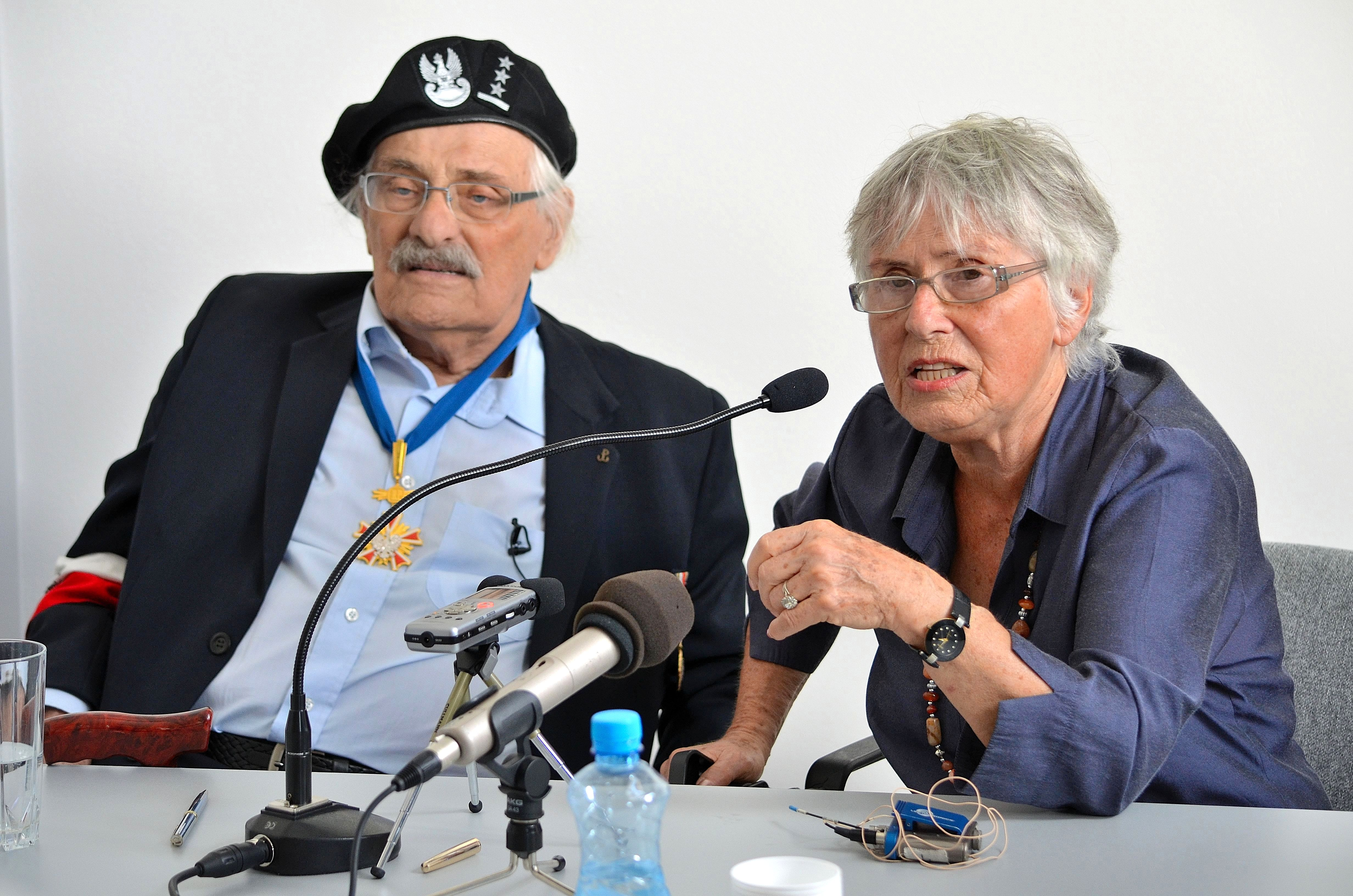
Samuel Willenberg i Ada Willenberg w 2013 r.

Córka Szymona (Sana-Ber) Lubelczyka i Rachel z domu Steinlauf. Ada Willenberg urodziła się w Warszawie (II Rzeczpospolita) w styczniu 1929 r. Mieszkała wraz z rodzicami, babcią i wujkiem przy ul. Franciszkańskiej 20. Była wychowywana w stylu tradycyjnie żydowskim, ale nie ortodoksyjnym. W 1935 r. uczęszczała do Gimnazjum Cecylii Goldman-Landauowej, następnie do Szkoły Powszechnej nr 1. Jej rodzice prowadzili firmę produkującą wyroby skórzane m.in. dla firm niemieckich. Po wybuchu II wojny światowej ojciec przedostał się na tereny wcielone do ZSRR, dzięki staraniom sprowadził tam też swoją rodzinę, z którą zamieszkał w Czyżewie. Po ataku Niemiec na ZSRR Ada wraz z rodziną powróciła do Warszawy, do trzypokojowego mieszkania na terenie getta warszawskiego, gdzie mieszkała z innymi rodzinami żydowskimi. Ojciec pozostał na polskich terenach wcielonych do ZSRR. Został zmobilizowany do służby w Armii Czerwonej i zginął podczas ataku III Rzeszy na ZSRR. 
Wraz z rodziną została zatrudniona w fabryce szczotek. 18 sierpnia 1942 r. jej matkę wywieziono do obozu w Treblince, natomiast Ada i jej babcia pozostały w getcie. Ada w 1943 roku wspięła się na mur i uciekła z getta. Ukryła się w domu Edmunda i Heleny Majewskich przy Obozowej 81 (wyróżnionej po wojnie za to tytułem Sprawiedliwej Wśród Nardów Świata). Ada dostała fałszywe dokumenty na nazwisko Krystyna Malinowska, z którymi została wywieziona po powstaniu warszawskim na przymusowe roboty do Niemiec. Do końca wojny pracowała w gospodarstwie rolnym w Oschatz.
W 1945 roku Ada wróciła do Polski, w 1946 roku poznała swego przyszłego męża – Samuela Willenberga. W maju 1948 roku zdała egzamin maturalny w Kaliszu i od października studiowała stomatologię na Uniwersytecie Łódzkim. Również w 1948 roku wyszła za mąż. W 1950 roku, w szczytowych latach stalinizmu w Polsce, Willenberg wraz z mężem i teściową wyemigrowała do Izraela. Znalazła zatrudnienie w zakładach tytoniowych a następnie w przedsiębiorstwie filmowym, gdzie przygotowała tłumaczenia filmów. Przeszła na emeryturę w 1990 r. Ma jedną córkę, Orit Willenberg-Giladi (ur. 1960, z zawodu architekt) i troje wnucząt. W 2010 r. opublikowała wspomnienia zatytułowane „Skok do życia”.
Wielokrotnie powracała z mężem do Polski, brali udział w działaniach związanych z upamiętnianiem ofiar Holokaustu. Za zaangażowanie i pomoc w realizacji statutowych celów Muzeum Treblinka została w 2002 r. uhonorowana, jako pierwsza osoba, medalem pamiątkowym „Zasłużony dla Muzeum Treblinka”.
Po śmierci męża w dalszym ciągu bierze udział w inicjatywach propagujących pamięć o zagładzie Żydów. Jest znaną postacią w polskim życiu społecznym i politycznym, m.in. działa na rzecz budowy pawilonu edukacyjnego Muzeum Treblinka, gdzie zgodnie z ostatnią wolą Samuela Willenberga miałyby stanąć jego rzeźby. Historia jej życia stała się podstawą do nakręcenia filmu historycznego „Skok do życia”, który otrzymał wyróżnienie na X Festiwalu Filmowym „Niepokorni, Niezłomni, Wyklęci” w Gdyni. Dzięki jej inicjatywie rzeźby Samuela Willenberga w 2020 r. znalazły się w Polsce.
Zasiada w Kapitule Nagrody im. Marii i Łukasza Hirszowiczów. 
Członkini Międzynarodowej Rady Oświęcimskiej (IV kadencji).

## Ordery i odznaczenia
- Medal „Zasłużony dla Muzeum Treblinka”
- Złoty Medal Reipublicae Memoriae Meritum (2025)[20]